# 紅磡
座標: 北緯22度18分14秒 東経114度10分59秒 / 北緯22.30383度 東経114.18297度

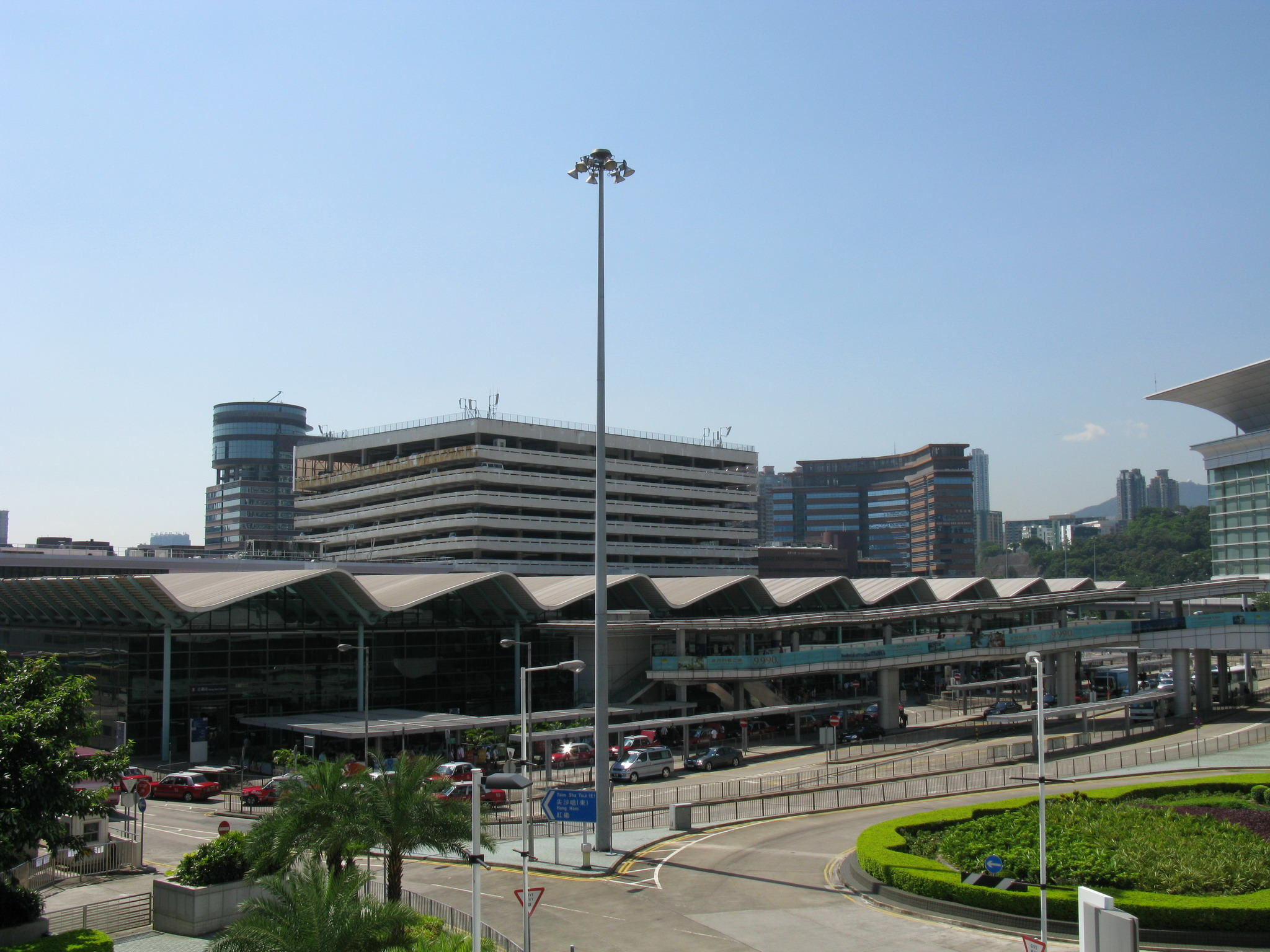
紅磡駅

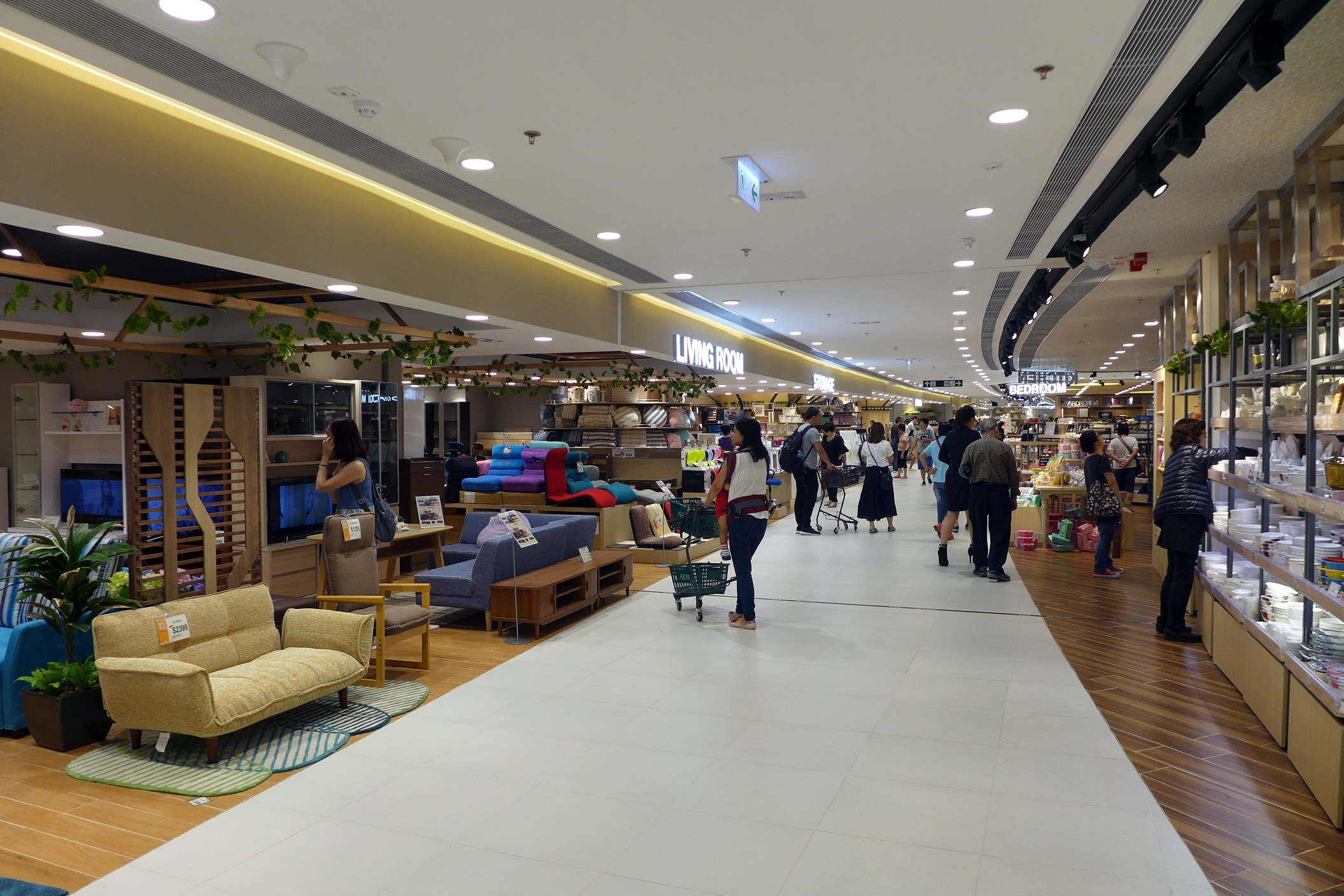
AEON黄埔店

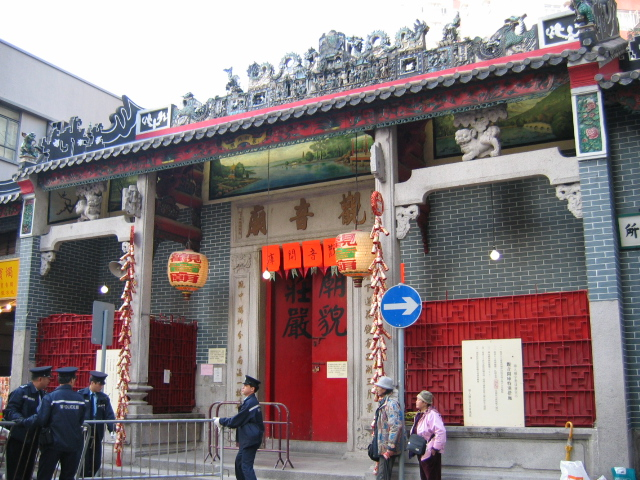
観音廟

紅磡（こうかん、広東語読み：ホンハム、標準中国語読み：ホンカン）は、香港九龍半島南部の住宅・商工業地域である。古くは赤磡（せっかん）。
香港九龍の商業の中心の尖沙咀の東に位置し、九龍の大地区名の一つである。地域のほとんどは「九龍城区」に属する。ただし香港体育館、MTR紅磡駅、香港理工大学などのある一部地域は油尖旺区に属する。
香港では古くから工業地区として栄え、区域内には黄埔ドッグという造船所があった。いま、その名残として地区内に黄埔号という船の形をしたモニュメントがあり、商店が入居しており、観光スポットの一つとなっている。また、海岸には紅磡埠頭があり、かつて香港島と九龍（北角・中環）を結ぶフェリーの玄関口として栄えたが、海底トンネルの完成と、フェリーの多くは尖沙咀からでることから、その玄関口としての地位は低下した。
街は下町の雰囲気を呈しており、古きよき香港の町並みが残り、香港庶民の生活を垣間見ることができる。B級グルメの店やスイーツの店が多数点在し、各種料理を安価で提供している。またヴィクトリア・ハーバーを望む海岸沿いには、遊歩道が設けられており、対岸の香港島と、海に浮かぶヨット群を見ることができる。
また近年は海岸沿い、MTR紅磡駅、黄埔駅周辺には都会軒（メトロポリスレジデンス）、半島豪庭（ロイヤル・ペニンシュラ）、海浜南岸（ハーバーパレス）、維港・星岸（ハーバー・バイ・スターズ）、海名軒 (ハーバーフロント・ランドマーク)、海逸豪園（ラグーナ・ベルデ）などのやや高級な高層住宅が林立している。

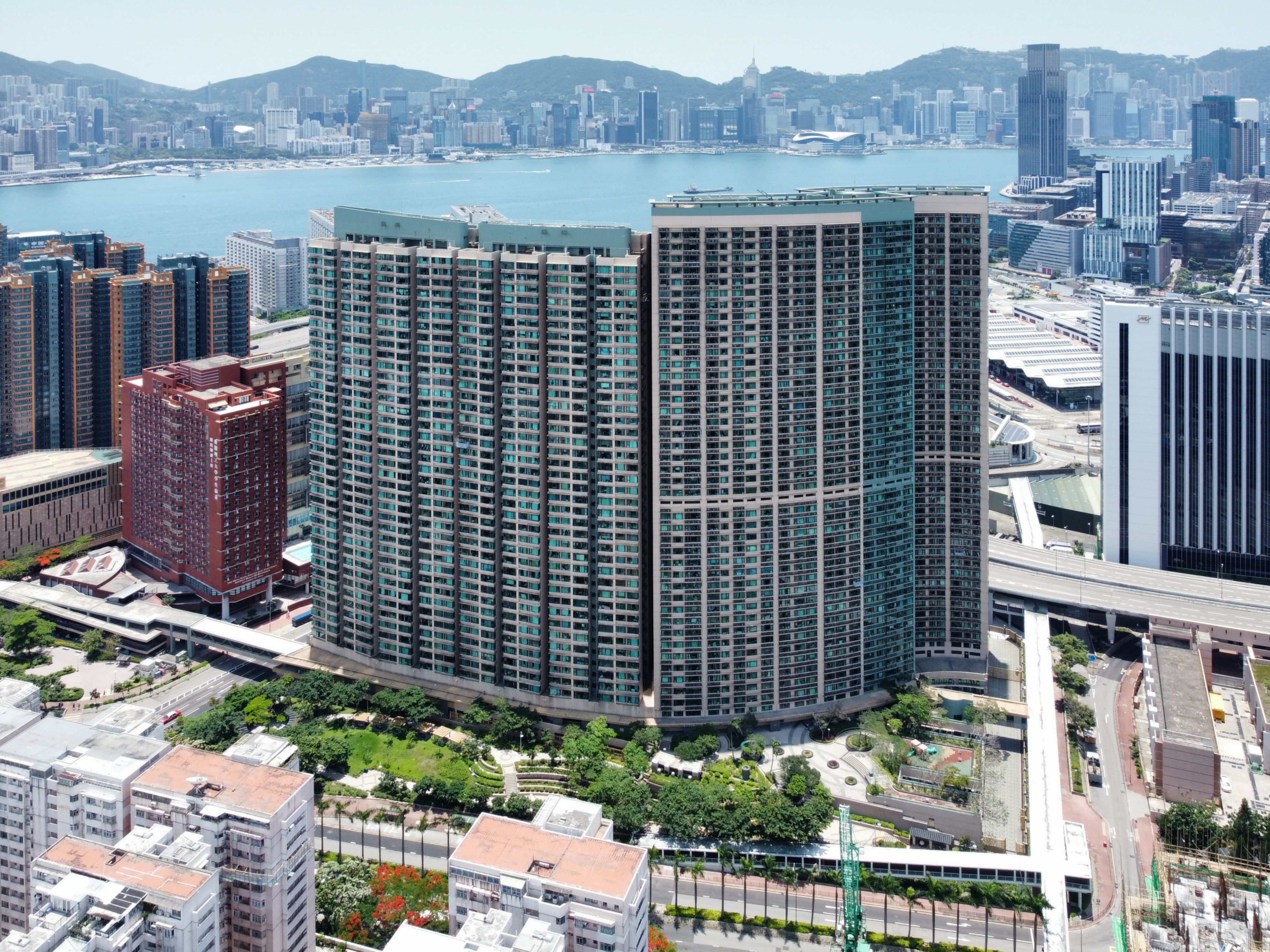
ロイヤル・ペニンシュラ（半島豪庭）

紅磡へは、尖沙咀からは、2階建てバスでは路線番号5C、8A、8Pなど、緑のミニバスでは路線番号6、6A、8などで行くことができるが、歩道橋などを使い、徒歩で行くこともできる。
紅磡埠頭・MTR紅磡駅・香港海底トンネル（クロスハーバートンネル）などがあり、九龍側の交通の要所でもある。これらの3箇所は、発着、経由するバス路線の数が大変多く、この意味でも、交通の重要な拠点となっている。尖沙咀・旺角・中環・銅鑼湾などの主要地区へはバスの便がある。

## 黄埔地区

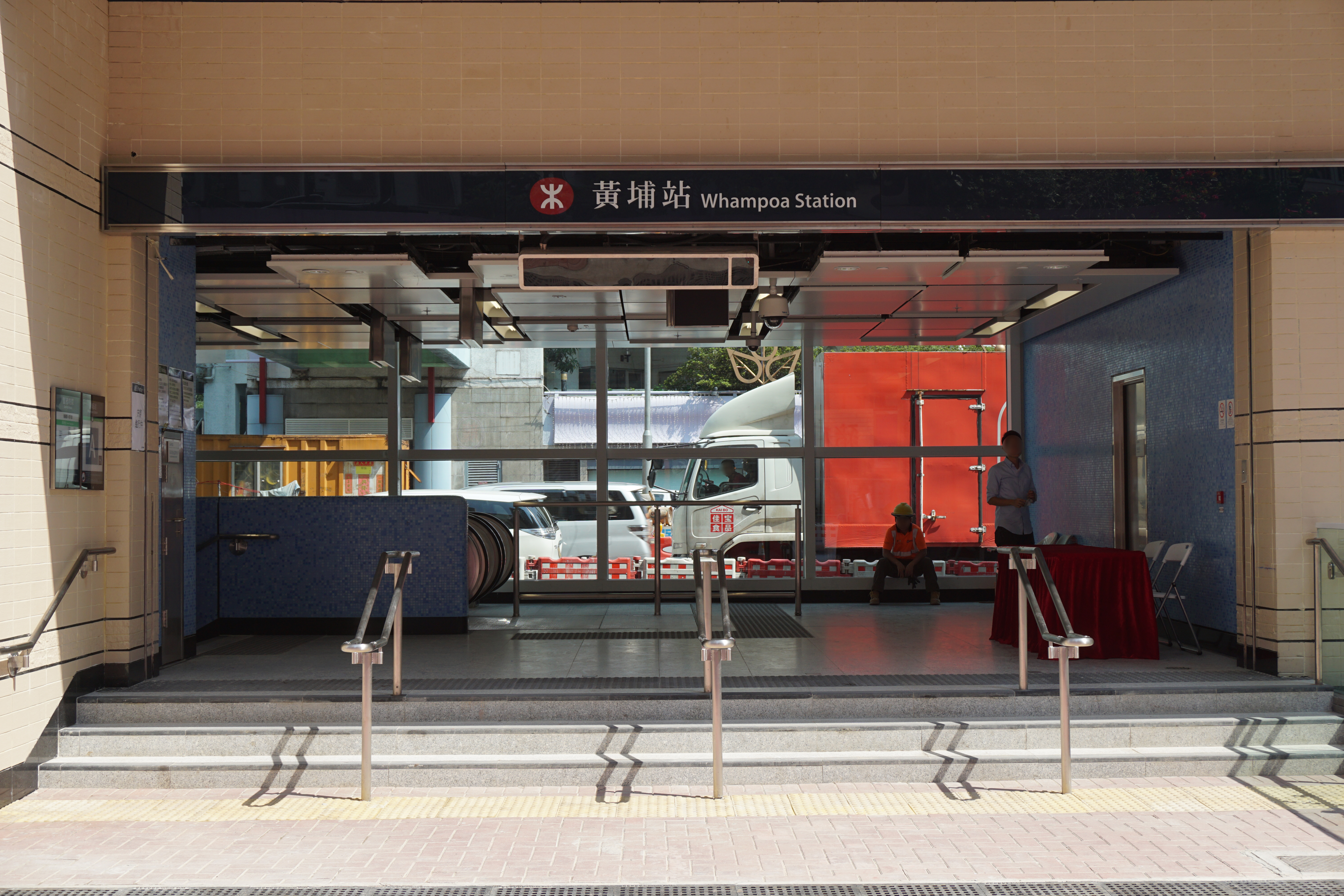
黄埔駅A出口

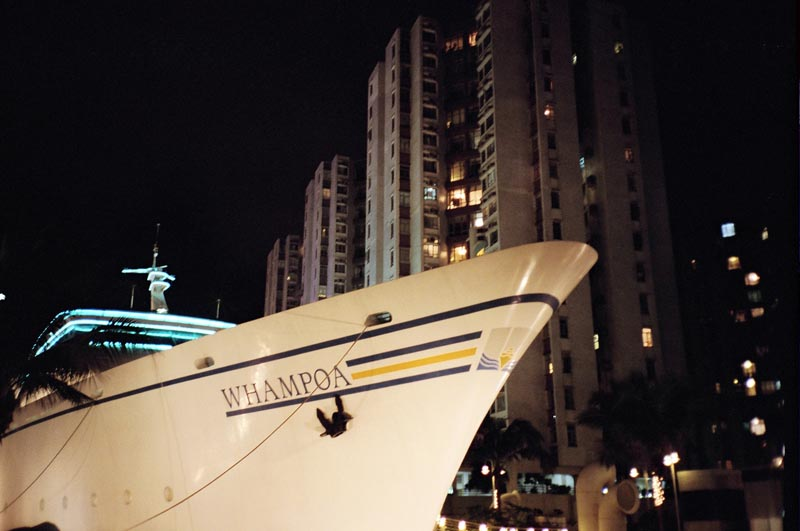
黄埔号（船の形の商業施設）

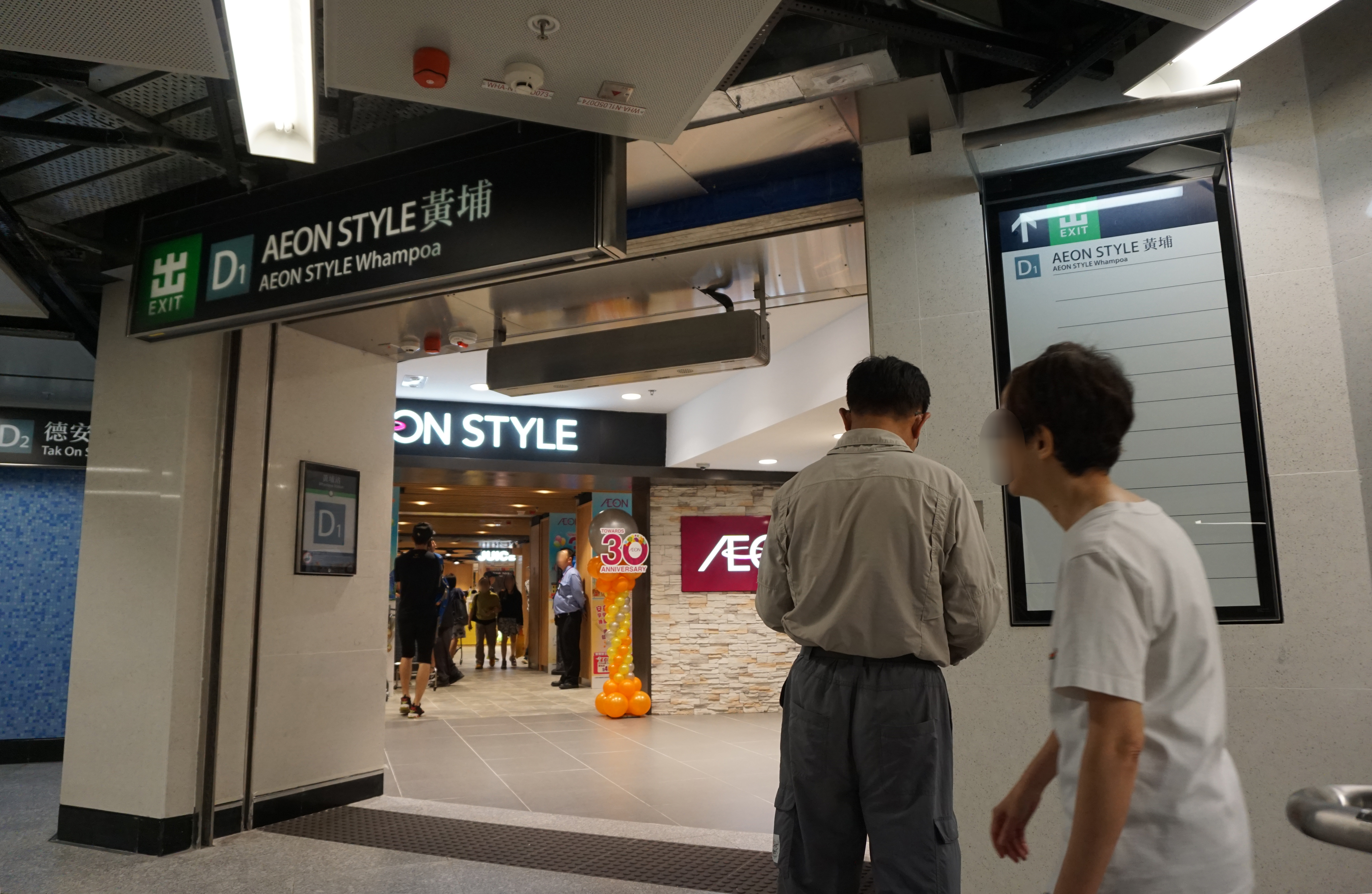
黄埔駅D1出口（AEON黄埔店）

ただし、一部区議会議員の間で、紅磡の黄埔地区へ、MTR観塘線の黄埔駅の延伸を要求する声があり現在工事が進行中である。

## 周辺
香港や外国の著名アーティストの公演に使われる香港コロシアム、香港の主要大学のひとつである香港理工大学は、ここ紅磡にある。
　
- 区議会：九龍城区議会、油尖旺区議会
- 警察署：紅磡警署、警察西九龍交通基地
- 郵便局：紅磡湾郵政局
- ほか公共施設：紅磡街市、紅磡市政大厦（中国語版）、紅磡公共図書館